# ハリソン・ゴギン
ハリソン・ゴギン（Harrison Goggin、2001年5月22日 - ）は、オーストラリア出身のラグビーユニオン選手。ジャパンラグビーリーグワンのトヨタヴェルブリッツに所属している。

## 略歴
2022年4月、オーストラリアのアルバリー・ウォドンガ・スティーマーズに加入。2023年まで、同チームで出場した。
2024年から2025年まで、クイーンズランド・プレミア・ラグビーのノース・ブリスベン・ラグビー・クラブに所属。「Norths 1st Grade Men（ノース・ファースト・グレード・メン）」（略称：ノース、Norths）のチームとして、ストアローカル・ホスピタル・カップに出場した。
2025年8月、ジャパンラグビーリーグワンのトヨタヴェルブリッツに加入。